# Sudden Death
"Sudden Death" é uma canção da banda estadunidense de heavy metal Megadeth, escrita por Dave Mustaine. Ela é a primeira faixa no novo álbum do grupo, TH1RT3EN, tendo sido usada exclusivamente para o jogo Guitar Hero: Warriors of Rock, o qual foi lançado nos Estados Unidos em 28 de setembro de 2010.